# Blanche Oelrichs
Blanche Oelrichs est une poétesse, scénariste et actrice de théâtre américaine connue sous le pseudonyme de Michael Strange. Elle est née le 1er octobre 1890 à New York et morte le 5 novembre 1950 à Boston.

## Biographie
Née Blanche Marie-Louise Oelrichs d’une famille notable de quatre enfants, ses parents Charles May Oelrichs et Blanche Pauline Emilie DeLoosey étaient les descendants d’une dynastie bourgeoise et riches de la société américaine, vivant dans le manoir des grands-parents à Newport (Rhode Island).
Le 26 janvier 1910, Blanche Oelrichs épouse Léonard Moorhead Thomas, fils d'un banquier de Philadelphie, avec qui elle eut deux enfants, Jr. de Léonard (1911-1968) et Robin May Thomas (1915-1944). Diplômé de l'Université Yale, son mari, travaillant pour le service diplomatique à Rome puis à Madrid, servit dans l'armée américaine en Europe pendant la Première Guerre mondiale, où il reçut la Croix de guerre du gouvernement français. Blanche Oelrichs, connue pour sa participation active au suffrage des femmes (scandale de l’époque), était déjà passionnée pour la littérature et la poésie et fut particulièrement attirée par les travaux de Walt Whitman. Elle est critiquée pour son exaltation pour Whitman (lui-même critiqué par ses poèmes sur l'amour sexuel et l'utilisation du vers libre) et, sous le nom de Michael Strange, elle édite en 1916 ses premières poésies.
Sa célébrité lui permet de rencontrer l'acteur renommé John Barrymore et elle l’épouse en 1920. Un enfant naît en 1921 de cette union, Diana Blanche Barrymore. Blanche Oelrichs édite son premier livre en 1921 intitulé Resurrecting Life.
Elle se tourne ensuite vers le théâtre et écrit des pièces qui connurent immédiatement un vif succès, comme Clair de lune adaptée de L'Homme qui rit de Victor Hugo. Cette pièce fut adaptée par le cinéaste français Henri Diamant-Berger en 1932.
Très indépendante et résidant à New York, Blanche Oelrichs se rend à Londres et fréquemment à Paris pour organiser des conférences et, en 1926-1927, elle interprète ses propres pièces à Broadway.
D’autres livres de poésie seront édités en 1928 sous le titre de Selected poems (Poésies choisies), signés Michael Strange. L'année suivante elle épouse un mandataire new-yorkais M. Harrison.
Après 1930, elle anime une émission de radio WOR à New York, où il est question de poésie et de musique. Sa fille Diana, alcoolique et droguée, décède à l’âge de 19 ans.
En 1940, Blanche Oelrichs édite son autobiographie Who Tells Me True et, en 1942, elle se sépare d'Harrison et, en 1944, son fils Robin meurt à l'âge de 33 ans.
Blanche Oelrichs décède en 1950 à Boston, où elle est enterrée avec son fils dans le caveau familial, au cimetière de Woodlawn dans le Bronx.